# J. Gordon Melton

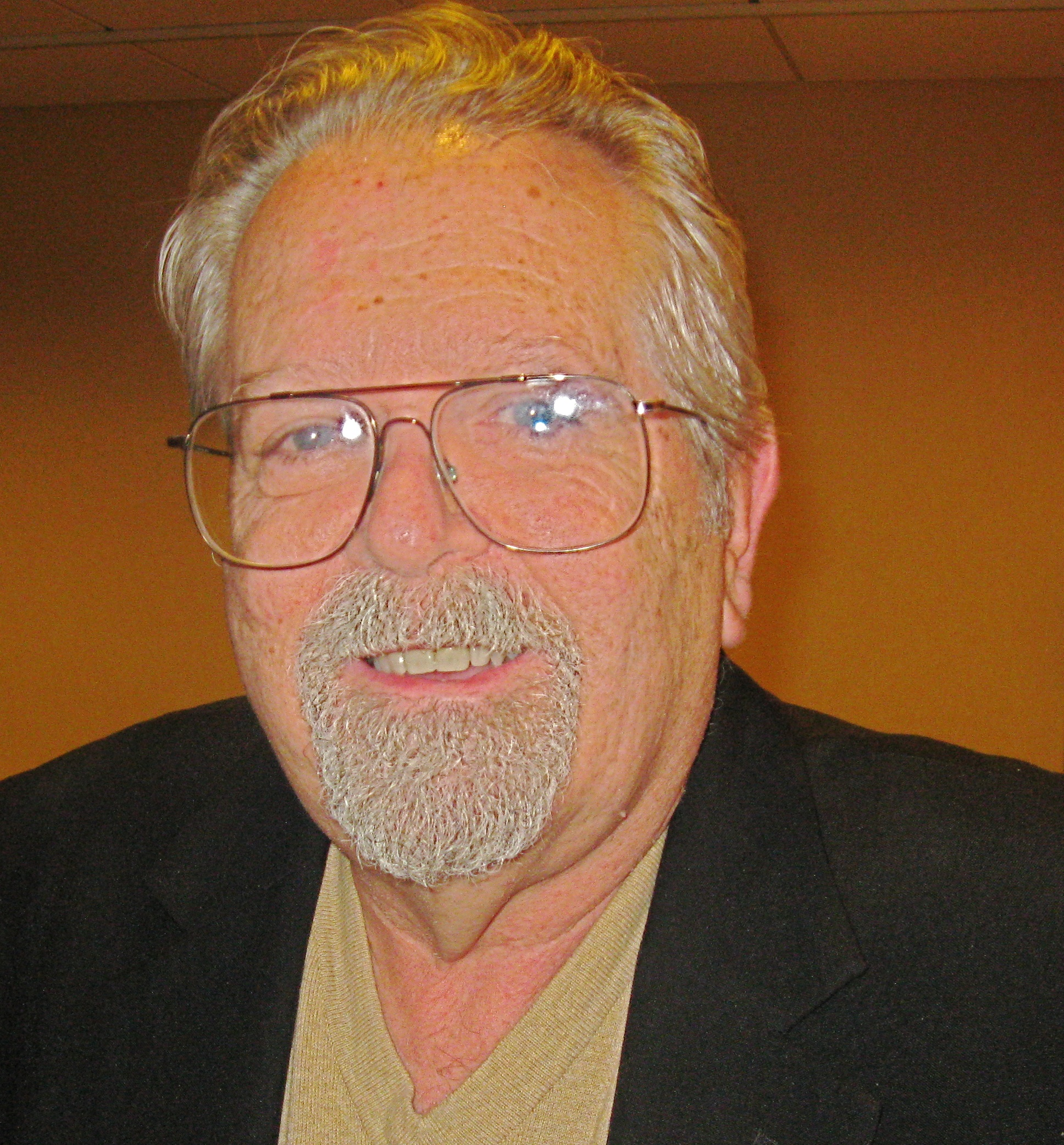
J. Gordon Melton

John Gordon Melton (* 19. September 1942 in Birmingham, Alabama) ist ein US-amerikanischer Religionswissenschaftler.
Melton gründete das Institute for the Study of American Religion und lehrt an der University of California, Santa Barbara. Er veröffentlichte mehr als 25 Bücher, davon mehrere Nachschlagewerke über die Religionen in den Vereinigten Staaten und Neue Religiöse Bewegungen.